# 사모아 체육 협회 국가 올림픽 위원회
사모아 체육 협회 국가 올림픽 위원회(영어: Samoa Association of Sports and National Olympic Committee)는 사모아를 대표하는 국가 올림픽 위원회이다. IOC 코드는 SAM이다. 본부는 아피아에 있으며 오세아니아 국가 올림픽 위원회에 소속되어 있다.
1983년에 설립되었으며 같은 해에 국제 올림픽 위원회의 승인을 받았다. 올림픽, 퍼시픽 게임, 코먼웰스 게임을 비롯한 국제 스포츠 대회에 참가하는 사모아의 선수들을 대표한다.

## 같이 보기
- 올림픽 사모아 선수단